# Hjelmen

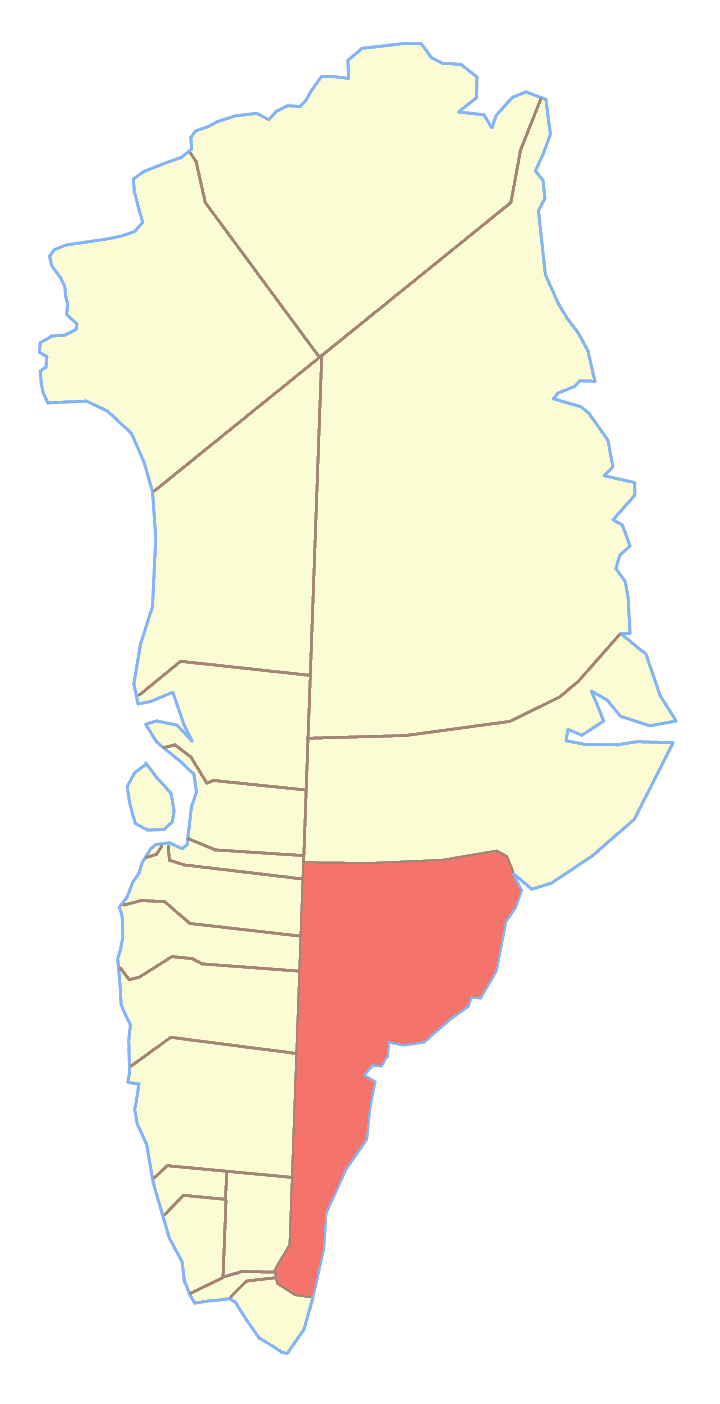
Ex comune di Ammassalik, dove si trovava lo Hjelmen

Lo Hjelmen è una montagna della Groenlandia di 716 m. Si trova a 65°47'N 36°53'O; appartiene al comune di Sermersooq.